# Henryk Budziło

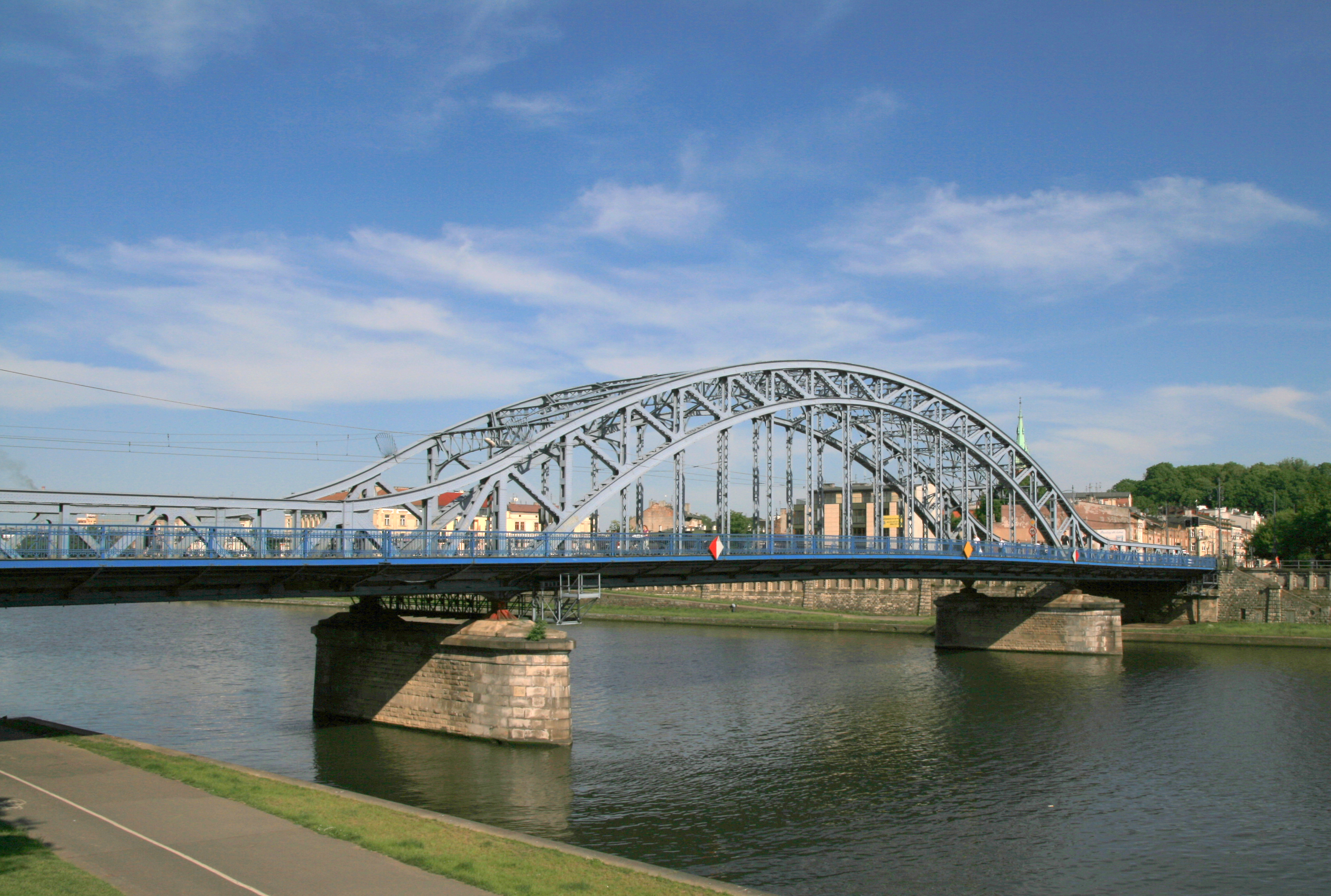
Most Piłsudskiego w Krakowie, którego odbudowę nadzorował Henryk Budziło

Henryk Budziło (ur. 15 stycznia 1907 w Antoniowie, zm. 27 listopada 1972 w Krakowie) – polski statyk i konstruktor, pracownik naukowo-dydaktyczny Politechniki Lwowskiej i Krakowskiej, żołnierz pierwszej i drugiej wojny światowej, oficer Armii Krajowej w stopniu porucznika pseudonim „Wyrwa”, zaangażowany również w działalność Wolność i Niezawisłość. Wieloletni pracownik firmy Zieleniewski i Fitzner-Gamper S.A. w Krakowie. W okresie PRL-u więzień polityczny skazany na dożywocie za działalność w strukturach WiN (1947 do 1956). 

## Życiorys
Urodził się w Antoniowie, jako syn Antoniego i Marii Hołodów. W latach 1914–1917 uczęszczał do Szkoły Ludowej w Antoniowie. Około 1923 roku ukończył Szkołę Podstawową w Radomyślu z wyróżnieniem. Dzięki otrzymanemu stypendium wojewody uczęszczał do Gimnazjum w Dębicy (1923–1928), gdzie poznał swą przyszłą żonę, nauczycielkę języka polskiego, Marię Gabrielę Budziło. W 1928 roku zdał maturę i został studentem Politechniki Lwowskiej na wydziale Inżynierii Lądowej i Wodnej, gdzie w latach 1934–1935 był młodszym asystentem w  Katedrze Statyki i Budownictwa Żelaznego profesora Jana Boguckiego. W 1935 roku obronił pracę dyplomową na Politechnice Lwowskiej. Jego rozprawa dotyczyła projektu stacji kolei wąskotorowej oraz żebrowanego stopu żelbetonowego. Praca dyplomowa umożliwiła mu posadę w Urzędzie Wojewódzkim przy budowie dróg i mostów w Województwie Stanisławowskim.
W latach 1937–1946 pracował jako główny projektant w firmie Zjednoczone Fabryki Maszyn i Wagonów L. Zieleniewski i Fitzner-Gamper S.A. w Krakowie, gdzie zajmował się głównie konstrukcjami stalowymi.  

### Czas wojny
Wojna zastała go w Krakowie, gdzie zgłosił się do macierzystej jednostki Komendy Oficerów Rezerwy. Pod Lwowem został schwytany przez Niemców. Uciekł jednak z transportu więziennego i wrócił do rodzinnego Antoniowa. Wstąpił do Związku Walki Zbrojnej, a następnie od 1943 r. do Armii Krajowej, odcinek II, kryptonim „Żelbet” na terenie miasta Krakowa, gdzie pełnił funkcję dowódcy plutonu w pierwszej kompanii, a następnie adiutanta dowódcy batalionu w stopniu podporucznika AK, występując pod pseudonimem „Wyrwa”. W swoim mieszkaniu na ulicy Felicjanek 17 prowadził zajęcia podchorążówki dla artylerzystów i saperów. Zapewnił także schronienie żydowskiej rodzinie Richtzów z Radomyśla. Dzięki temu schronieniu wszyscy przeżyli okres okupacji. Wspierał działania grup partyzanckich operujących w okolicy Czchowa i Tymowej.

### Okres powojenny i PRL
We wrześniu 1945 roku zaangażował się w działania organizacji Wolność i Niezawisłość, utrzymując kontakt z kierownikiem organizacji obszaru południowego Ludwikiem Kubikiem. Na rozkaz ówczesnego komendanta Łukasza Cieplińskiego pełnił funkcję płatnika organizacji, prowadząc kasę południowego obszaru WiN pod pseudonimem „Janusz”.
W latach 1945–1946 był odpowiedzialny za projekty i kierownictwo podczas procesu odbudowy zniszczonych w czasie wojny mostów krakowskich. W lutym 1945 roku ruszyła odbudowa mostu Piłsudskiego w Krakowie, podczas której był odpowiedzialny za nadzór prac. Za zasługi położone przy odbudowie mostu im. T. Kościuszki na Wiśle w Krakowie, zniszczonego przez ustępującego okupanta 17 października 1946 został odznaczony Złotym Krzyżem Zasługi. W 1946 roku został konstruktorem i kierownikiem budowli przemysłowych w Krakowie. W 1965 otrzymał Złotą Odznakę „Za Pracę Społeczną dla miasta Krakowa”. 

#### Politechnika Krakowska
W latach 1945–1947 uczestniczył w tworzeniu Politechniki Krakowskiej. Prowadził zajęcia jako wykładowca statyki.
W grudniu 1947 roku został aresztowany, co przerwało jego karierę naukową na prawie 10 lat.

#### Więzienie
Aresztowany przez UB za działalność w organizacji WiN wraz z całym jej zarządem, został skazany na 12 lat więzienia wyrokiem z dnia 15 września 1948 roku. Od grudnia 1947 do maja 1956 był więźniem politycznym, karę spędzał w więzieniu w Rawiczu, a następnie przeniesiony na Gęsiówkę do Warszawy. W więzieniu przebywał m.in. z ks. Józefem Zatorem-Przytockim.
W więzieniu pracował w ramach Biura Projektów B.A.K. w Warszawie, dzięki któremu wykorzystywano ludzi do darmowej pracy na rzecz odbudowy kraju. W tym czasie uczestniczył w odbudowie Huty szkła w Sandomierzu. W trakcie pobytu w Sandomierzu podjął decyzję, że przyczyni się do odbudowy kościoła w Pniowie, jeżeli uda mu się przeżyć więzienie.

#### Po 1956 r.
2 maja 1956 roku wyszedł z więzienia na podstawie amnestii z dnia 27 kwietnia 1956 r.
W październiku 1956 roku zainicjował społeczną odbudowę kościoła w Pniowie, pełniąc rolę konstruktora odpowiedzialnego za statykę budowli. W wykonanie projektu wystroju wnętrza kościoła zaangażowali się także: jego brat, profesor Jan Budziło, ówczesny prorektor ASP w Krakowie, jego syn, architekt Józef Budziło oraz bratanica Danuta Budziło wraz z mężem Romanem Skowronem, którzy pomagali w malowaniu fresków.
Od czerwca 1956 roku pracował w Biurze Projektów Przemysłu Cementowego i Wapiennego, jako generalny projektant konstrukcji i starszy konstruktor. W marcu 1957 roku powrócił na Politechnikę Krakowską, gdzie został adiunktem przy Katedrze Budownictwa Stalowego na Wydziale Budownictwa Lądowego. Od 1966 roku starszy wykładowca w Katedrze Budownictwa Stalowego na Wydziale Budownictwa Lądowego.
Zmarł w Krakowie, pochowany na cmentarzu Salwatorskim w Krakowie (sektor SC10-14-10).

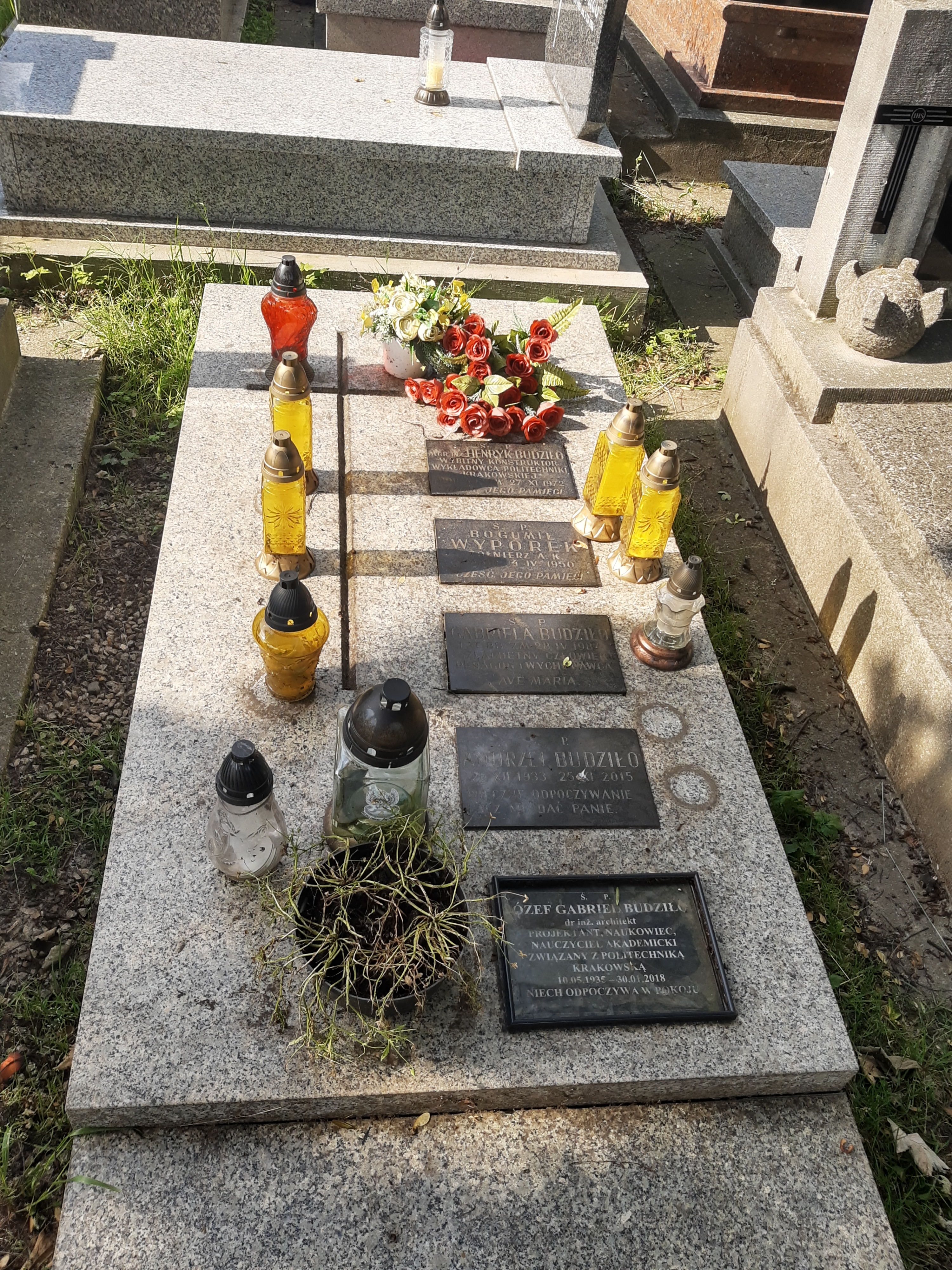
Grób Henryka Budziły na cmentarzu Salwatorskim w Krakowie

## Ważniejsze prace konstrukcyjne[8]
- Budowa drogi wojewódzkiej Kosów – Tatarów – 1935/1936 – kierownik robót,
- Projekt walcowni w Stalowej Woli – 1937/1938 – kierownik montażu walcowni, warsztatu naprawczego i magazynu,
- Projekt koncepcyjny szkieletu Banku Rolnego w Krakowie – 1938,
- Projekt montażu wiaduktu nad torami kolejowymi w Krzeszowicach – 1938 – wykonanie montażu,
- Projekt odbudowy mostu im. J. Piłsudskiego (nr 4) w Krakowie – 1945 – wykonanie odbudowy,
- Projekt odbudowy mostu Krakusa (nr 3) w Krakowie – 1946,
- Projekt podziemnego zbiornika na węgiel w Elektrowni okręgowej w Chorzowie – 1946/1947 – wykonanie,
- Projekt galerii dla przenośników taśmowych, Kopalnia 1-go Maja – 1960/1961,
- Projekt stalowej wieży wyciągowej z maszynami wielolinowymi na wieży dla kopalni Bolesław Śmiały. Pierwsza tego typu konstrukcja w Polsce 1961 – realizacja 1962/1963,
- Projekt stalowej wieży wyciągowej z maszynami czterolinowymi dla szybu Lechia w kopalni Wujek w Katowicach – 1962 – realizacja 1963/1964 oraz 1964/1965,
- Projekt żelbetowej wieży wyciągowej z maszynami czterolinowymi na wieży dla kopalni Janina w Libiążu 1963 – realizacja 1964 do 1966, deskowanie ślizgowe, drugi tego typu obiekt w Polsce.

### Realizacje budowlane w tym okresie
- Walcownia w Stalowej Woli,
- Mosty drogowe i kolejowe – Wisła, Świder,
- Wiadukt w Krzeszowicach,
- Odbudowa mostu drogowego nr 4 na Wiśle w Krakowie, za co otrzymuje Krzyż Zasługi,
- Projekt odbudowy mostu nr 3 na Wiśle w Krakowie,
- Bank Rolny w Krakowie, projekt konstrukcji.